# Scaptomyza quadriseriata
Scaptomyza quadriseriata är en tvåvingeart som beskrevs av Malloch 1934. Scaptomyza quadriseriata ingår i släktet Scaptomyza och familjen daggflugor. Inga underarter finns listade i Catalogue of Life.